# Википедија на јерменском језику
Википедија на јерменском језику (јерм. Հայերեն Վիքիպեդիա) је верзија Википедије на јерменском језику, слободне енциклопедије, која данас има 319.377 чланака и заузима на листи Википедија 48. место.